# 山崎祥江
山崎 祥江（やまさき さちえ、1988年8月24日 - ）は、日本の女優、モデル。楊 サチエ（よう サチエ）およびサチエ名義で活動していたこともある。
千葉県出身。東宝ミュージカルアカデミーの4期生。過去にはドーモに所属していた。
幼少期にアメリカに住んでいたことがあり、ネイティブ同様の英会話をすることが可能。帰国後に進学した上智大学では、ドイツ文学を専攻していた。

## 出演

### 映画
- カインの末裔（2006年製作/2007年公開、監督：奥秀太郎） - 楊サチエ名義で参加[3]。ゆかり 役
- YOSHIMOTO DIRECTOR'S 100 〜100人が映画撮りました〜 飛龍炎昇（2007年製作・公開、監督・主演：勝山慎司） - サチエ名義で参加[4]。ベロニカ 役
- 工業哀歌バレーボーイズ THE MOVIE（2008年製作・公開、監督：高明）
- GOTH（2008年製作・公開、監督：高橋玄） - 田川 役
- 下衆の愛（2015年製作/2016年公開、監督：内田英治） - 楓 役

### オリジナルビデオ
- ひとりかくれんぼ（2008年製作/劇場未公開[5]、監督：海沼智也）

### テレビドラマ
- イタズラなKiss〜Love in TOKYO（2013年、フジテレビTWO） - 山岸 役
- お父さんは高校生（2014年、NHK BSプレミアム） - 宮崎知馨 役

### ネット配信ドラマ
- 閲覧注意 私ノ最期ヲ見テクダサイ（2013年、BeeTV） - 由紀 役

### プロモーションビデオ
- それでも世界が続くなら「参加賞」（2013年）
- True「dolphin kick」（2015年）

### 舞台
- NTTドコモ 生命のコンサート音楽劇 赤毛のアン - ダイアナ 役
- 東宝ミュージカルアカデミー公演 レ・ミゼラブル - エポニーヌ 役
- 音楽劇 きっとクリスマス - あき 役
- 幸福の王子 - つばめ 役

### 動画モデル
- レイコップ・ジャパン ふとんクリーナー レイコップ ウェブCM（2013年、YouTube[6]）
- UULA NAVi ビデオパッケージ（2014年、YouTube[6]）

### スチールモデル
- サントリー ザ・プレミアム・モルツ クリーミー生サーバー ウェブ広告
- マガシーク ウェブカタログ